# Gödel teljességi tétele
Gödel teljességi tétele a matematikai logika fontos tétele, azt mondja ki, hogy ha egy elsőrendű elméletben egy tetszőleges mondat minden modellben igaz, akkor bizonyítható is.

## Az igazság tétel
A tétel szerint, ha egy L elsőrendű nyelvben megadott T elméletnek (zárt formulák halmazának) van modellje, akkor konzisztens (ellentmondásmentes). Ez nyilvánvaló, hiszen a modellben minden T-ből levezethető állításnak igaznak kell lennie, márpedig a modellen nem teljesülhet egyszerre egy zárt formula és tagadása.

## A teljességi tétel
A teljességi tétel az igazság tétel megfordítása:
Ha egy L elsőrendű nyelvben megadott T elmélet konzisztens, akkor van modellje.

## A teljességi tétel másik alakja
Ha egy L elsőrendű nyelvben T elmélet és {\displaystyle \varphi } zárt formula, amire teljesül {\displaystyle T\models \varphi }, azaz igaz T minden modelljében, akkor {\displaystyle T\vdash \varphi } is teljesül, azaz {\displaystyle \varphi } levezethető T-ből.
Ez az állítás ekvivalens a teljességi tétel fenti alakjával. Ennek az állításnak egy interpretációja a szócikk elején levő állítás.

## Példák
A fenti állítás szerint, ha például (csoportelméleti eszközökkel) belátjuk, hogy ha egy csoportban minden elem rendje 1 vagy 2, akkor a csoport kommutatív, akkor ez le is vezethető a csoportaxiómákból. Hasonlóan, ha belátjuk, hogy a halmazelmélet ZFC axiómarendszerének minden modelljében igaz egy állítás, akkor az az állítás bizonyítható ZFC-ből. Ez nem csak elképzelt lehetőség: a Baumgartner–Hajnal-tétel első bizonyítása úgy született, hogy a szerzők a Martin-axióma segítségével belátták, hogy az állítás igaz ZFC minden modelljében.

## A teljességi tétel bizonyítása
Az alábbiakban a Henkin-konstansos bizonyítás vázlatát adjuk.
Először feltesszük, hogy a nyelv megszámlálható. Bővítsük ki a nyelvet megszámlálható sok új konstansjellel: {\displaystyle c_{0},c_{1},\dots }. Soroljuk fel a kibővített nyelv zárt formuláit, mint {\displaystyle \varphi _{0},\varphi _{1},\dots }. Soroljuk fel a kibővített nyelv kvantorral kezdődő formuláit is: {\displaystyle (\exists x)\psi _{0}(x),\dots }. Elkészítjük konzisztens elméletek növő {\displaystyle T_{0}\subseteq T_{1}\subseteq T_{2}\subseteq \cdots } láncát a következőképpen: legyen {\displaystyle T_{0}=T}. Ha a konzisztens {\displaystyle T_{2n}} adott, legyen {\displaystyle T_{2n+1}=T_{2n}\cup \{\varphi _{n}\}} vagy {\displaystyle T_{2n+1}=T_{2n}\cup \{\neg \varphi _{n}\}} aszerint, hogy az első konzisztens-e vagy sem. Ha a konzisztens {\displaystyle T_{2n+1}} adott, legyen
{\displaystyle T_{2n+2}=T_{2n+1}\cup \{\exists x\psi _{n}(x)\to \psi _{n}(c_{i})\}} ahol {\displaystyle c_{i}} egy olyan konstansjel, ami nem fordul el a {\displaystyle \psi _{n}} formulában. {\displaystyle T_{2n+2}} még mindig konzisztens. {\displaystyle T^{*}=T_{0}\cup T_{1}\cup \cdots } mint konzisztens elméletek egyesítése, konzisztens és mivel minden zárt formulát vagy tagadását tartalmazza, teljes. Definiáljuk a {\displaystyle \sim } relációt a konstansjeleken a következőképpen: {\displaystyle c_{i}\sim c_{j}}, ha {\displaystyle [c_{i}=c_{j}]\in T^{*}}. Ez ekvivalencia-reláció, jelölje {\displaystyle c_{i}} ekvivalenciaosztályát {\displaystyle [c_{i}]}. Ekkor az ekvivalenciaosztályokra struktúrát építhetünk: ha R k-változós relációjel, {\displaystyle R([c_{i_{1}}],\dots ,[c_{i_{k}}])}, ha {\displaystyle R(c_{i_{1}},\dots ,c_{i_{k}})\in T^{*}}, hasonlóan a konstansjelekre és a függvényjelekre. Ekkor ez a struktúra modellje T-nek.
Ha a nyelv megszámlálhatónál nagyobb, hasonlóan járunk el, csak elméleteknek nem megszámlálható hosszú, hanem {\displaystyle \kappa } hosszú növő láncát készítjük el, ahol {\displaystyle \kappa } a nyelv számossága. Limesz lépésekben mindig a korábbi elméletek egyesítését kell venni. Ez még mindig konzisztens marad, mert minden bizonyítás véges lévén konzisztens elméletek növő transzfinit láncának egyesítése is konzisztens.

## Következményei
A fenti bizonyítás nemcsak modellt, de megszámlálható modellt ad ({\displaystyle |L|} számosságút, ha az L nyelv megszámlálhatónál nagyobb). Ezért a bizonyítás adja a Löwenheim–Skolem–Tarski-tételt is, továbbá Gödel kompaktsági tételét is.

## Kapcsolata akiválasztási axiómával
A tétel használja a kiválasztási axiómát. Annak gyengébb változatával, az ultrafilterek létezéséről szóló állítással ekvivalens.

## Története
A tételt először Gödel igazolta doktori disszertációjában.